# Chimenea (barco)

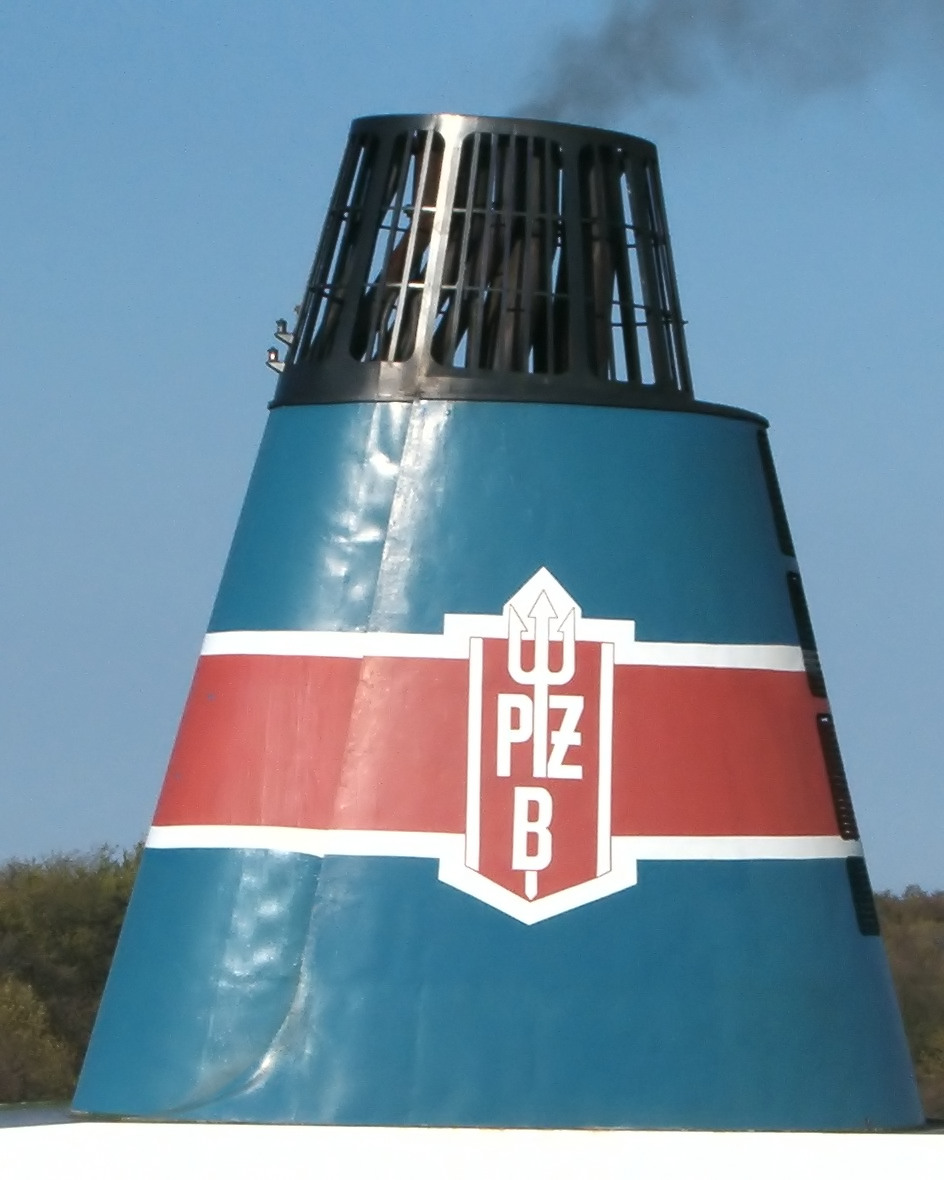
Chimenea moderna.

La chimenea de un buque es el elemento de la superestructura destinado a alojar las tuberías de escape de motores, turbinas y calderas.
En los buques modernos se mantiene el diseño tradicional a pesar de que por su interior solo corren tuberías de escape y no humo como originalmente sucedía.
Dado que son uno de los puntos más visibles de un buque mercante, son el sitio por excelencia donde las compañías navieras colocan sus estandartes y cada una las pinta con colores distintivos que las hacen únicas.
Existen publicaciones y guías con los colores de cada una de las empresas armadoras.
El espacio interior de las chimeneas de denomina guarda calor y aloja pequeñas calderas llamadas economizadores que, aprovechando la temperatura de los gases de emisión, generan agua caliente o vapor para calefaccionar combustible, alojamientos etc. 
En la época de los grandes transatlánticos a vapor del siglo XIX y principios del XX las compañías navieras construían sus buques con chimeneas reales y con posibles ficticias, ya que su número era signo del poderío de sus barcos. Así por ejemplo, en el RMS Titanic de cuatro chimeneas exhibidas solo tres tenían una misión real y la restante era lo que hoy se denominaría un efecto publicitario.

## Galería

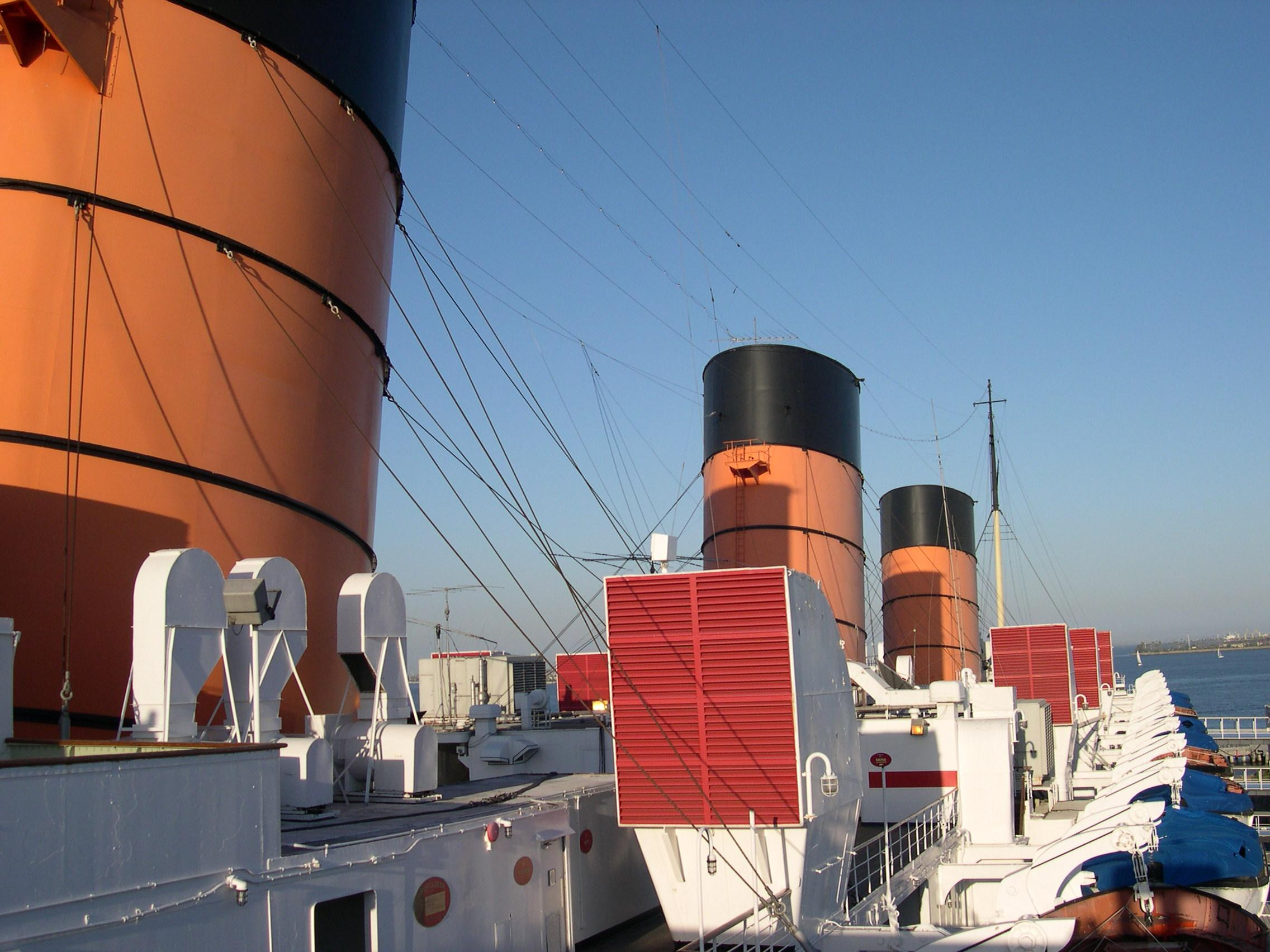
Chimeneas del RMS Queen Mary
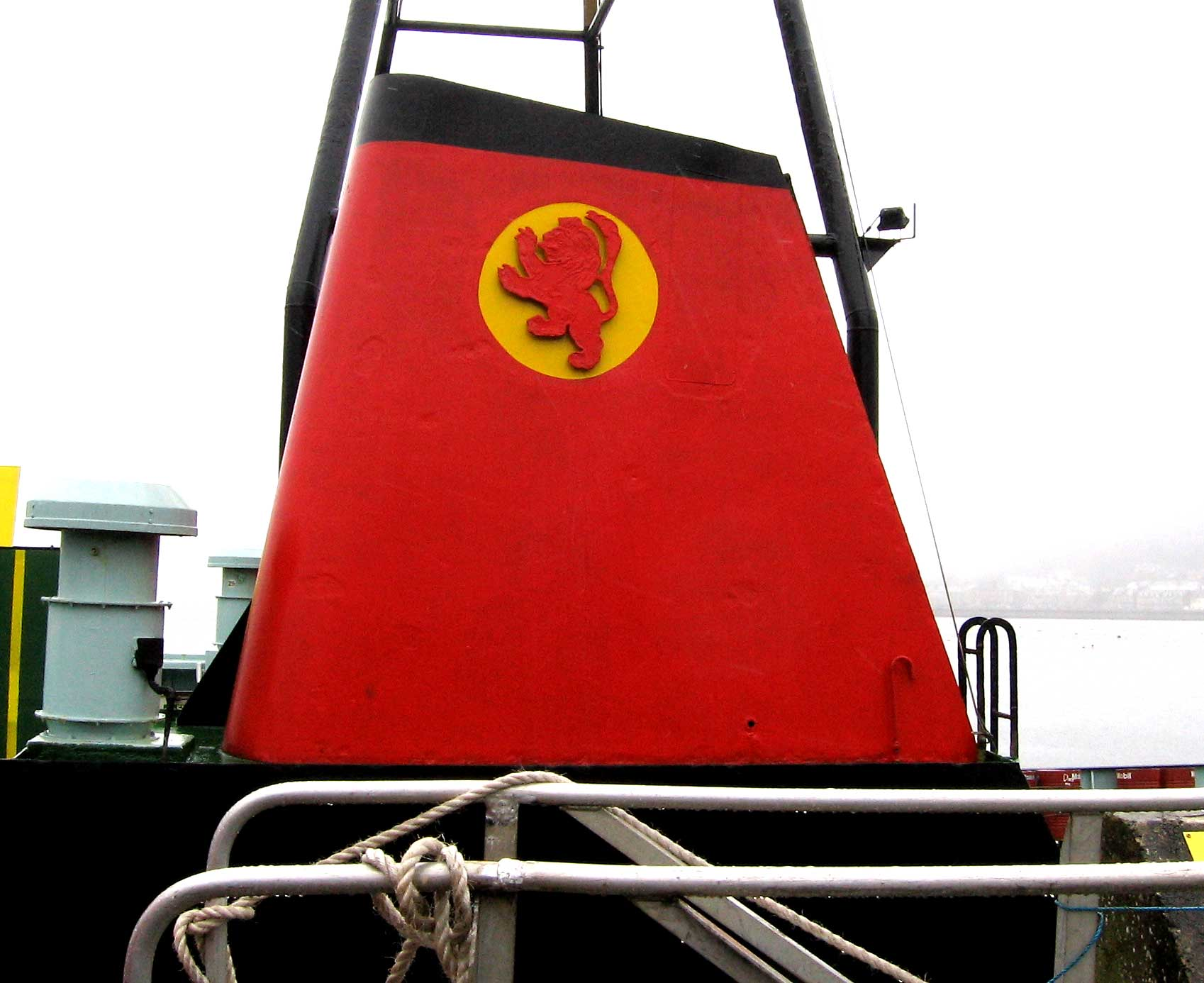
Chimenea de una pequeña embarcación
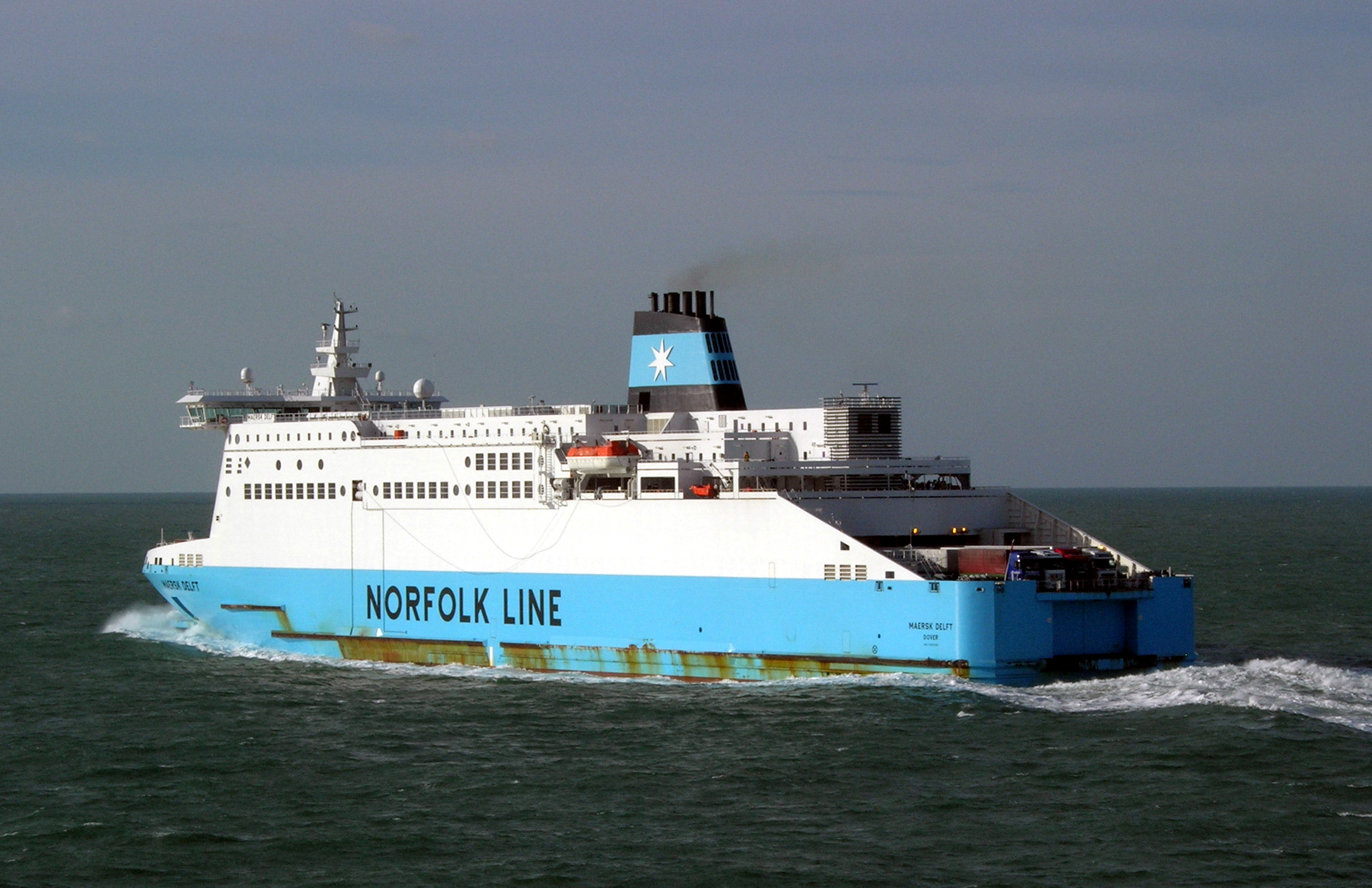
Emblema en chimenea